# Saint-Ouen, Loir-et-Cher
Saint-Ouen là một xã thuộc tỉnh Loir-et-Cher miền trung nước Pháp.